# Núi Tà Lơn

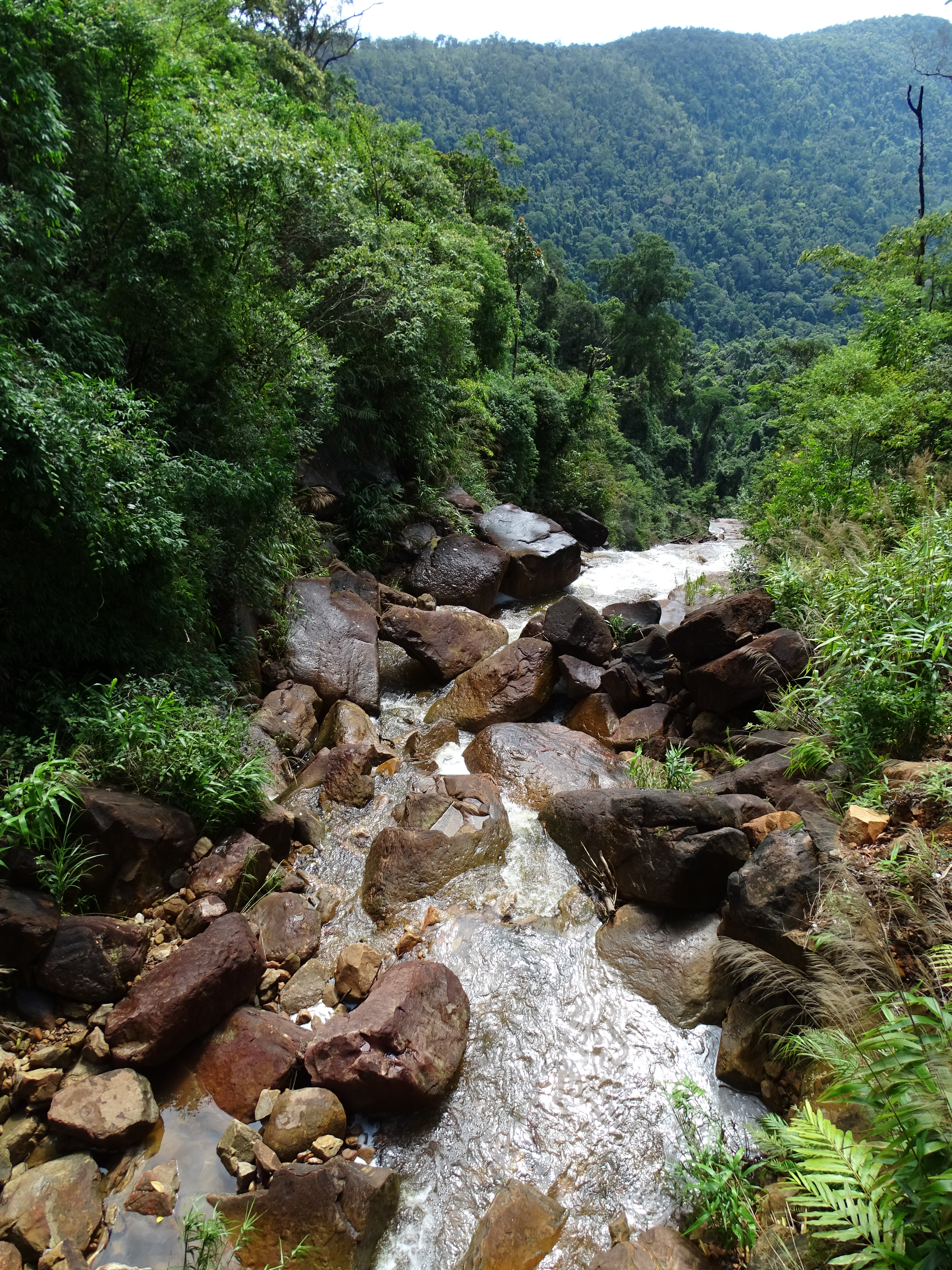
Một dòng suối trên núi Tà Lơn

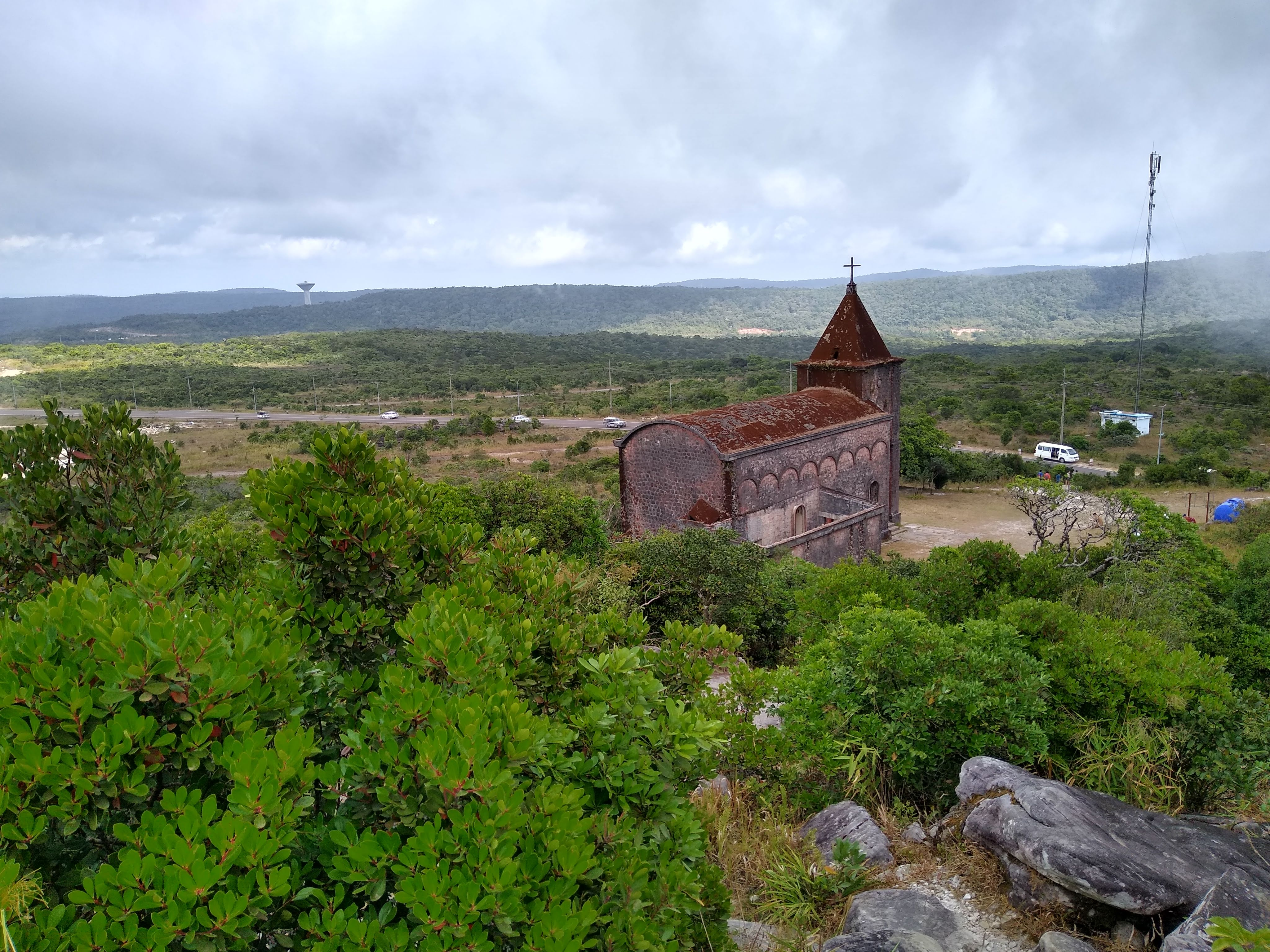
Nhà thờ Công giáo trên núi Bokor

Núi Tà Lơn (người Khmer gọi là núi Bokor) cách thị xã Kampot (thuộc tỉnh Kampot) khoảng 10 km về hướng Tây Nam. Đây là nơi hành hương, tham quan và vui chơi của Vương quốc Campuchia. Đây là ngọn núi thiêng, gắn liền với rất nhiều những truyền thuyết, huyền thoại của người Khmer và người Việt ở Nam Bộ (hay gọi là Lan Thiên).

## Địa lý

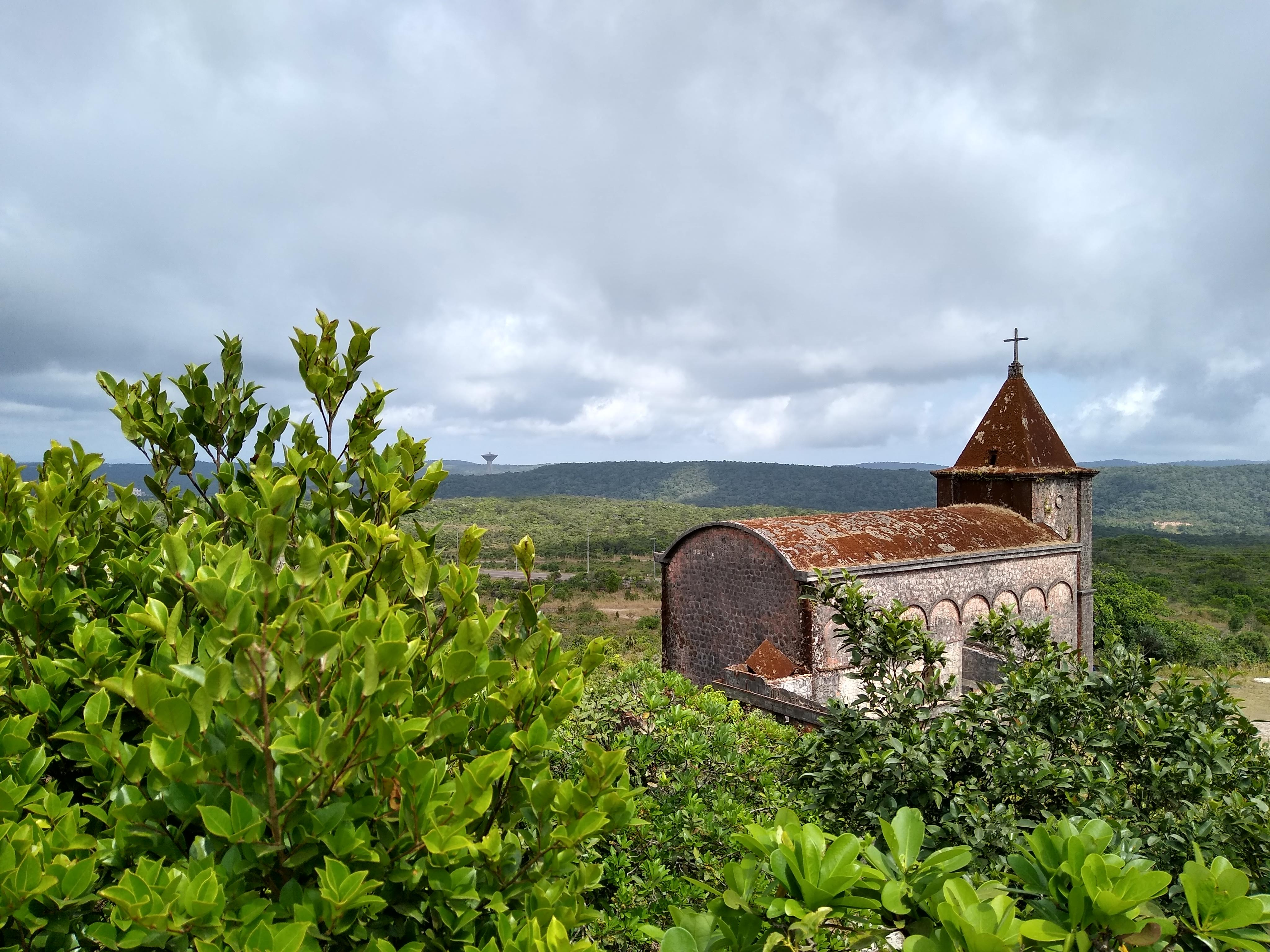
Nhà thờ Công giáo trên núi Bokor

Đây là một dãy núi, mà đỉnh cao nhất có chiều cao là 1.080 m (so với mực nước biển). Theo những dấu tích còn lại, thì hàng triệu năm trước, có thể núi Tà Lơn nằm sâu dưới đáy là biển. Rồi vì một tác động nào đó, khiến nó vươn mình ra khỏi biển như ngày nay. Bằng chứng là trên đỉnh núi có vô số khối đá bị nước biển ăn mòn, và cát ở nơi ấy cũng thật là trắng mịn .  Nhìn chung, vì cao độ của núi khí hậu mát mẻ. Tuy nhiên vào mùa khô, thời tiết trên đỉnh thường là "ngày nóng, đêm lạnh". Cảnh vật trên đỉnh núi vì đất cằn cỗi lẩn nhiều cát đá và thiếu nước nhất là vào mùa khô nên vắng bóng những cây mộc lớn. Đặc biệt, ở đây có nhiều cây bá tùng (lá của cây bách và cây tùng trên một cây), cỏ (mảnh và nhọn), địa lan  và cây "nắp nước" .

## Lịch sử
Thời Pháp thuộc năm 1917, nhân thấy khí hậu trên núi mát hơn với miền xuôi nên chính phủ bảo hộ lập kế hoạch dựng khu nghỉ mát ở Bokor. Theo đó xuất hiện nhiều tòa nhà như nhà thờ, nhà nghỉ, sòng bạc theo kiến trúc Âu châu. Từ khi người Pháp rút lui rồi lại nạn chiến tranh các công trình xưa đã trở thành hoang phế. Đến thập niên 1990, người ta đã ví Tà Lơn (Bokor) như là "một nơi kỳ lạ nhất trên thế giới" và là "thành phố ma" vì vẻ hoang tàn và kỳ bí.

### Thắng tích
Đối với một số người Việt và người Khmer, thì đây còn là ngọn núi thiêng, gắn liền với rất nhiều những truyền thuyết, huyền thoại. Trên núi nay vẫn còn những nơi thờ tự như Tượng nữ thần Dì Mâu (gọi theo người Việt) tên bản địa là Lok Yeay Mao, tượng Ông Địa, chùa Năm Thuyền (Wat Sampov Pram)... đều là nơi khách thập phương đến chiêm bái. Đối với một số người Việt thì điện Tứ Giao, điện Minh Châu, Trung Tòa, Lan Thiên, cổng Bàn Ngự... đều là nơi linh thiêng, ghi dấu chân những đạo sĩ đến nơi tu luyện từ hồi thế kỷ 19, trong đó có Nguyễn Thành Đa (Cử Đa, đạo hiệu là Ngọc Thanh), Huỳnh Phú Sổ (Giáo chủ đạo Hòa Hảo), Ngô Văn Chiêu (khai sáng đạo Cao Đài).. Sang thế kỷ 21 chính quyền Campuchia lại xúc tiến tái tạo Tà Lơn làm nơi vui chơi với casino, khách sạn để du khách dùng. Nhiều công trình đang được xây dựng tại đây, trong đó có một con đường trải nhựa rộng, mà theo kế hoạch là sẽ lên tận đỉnh (nơi có điện Tứ Giao).

## Trong văn hóa

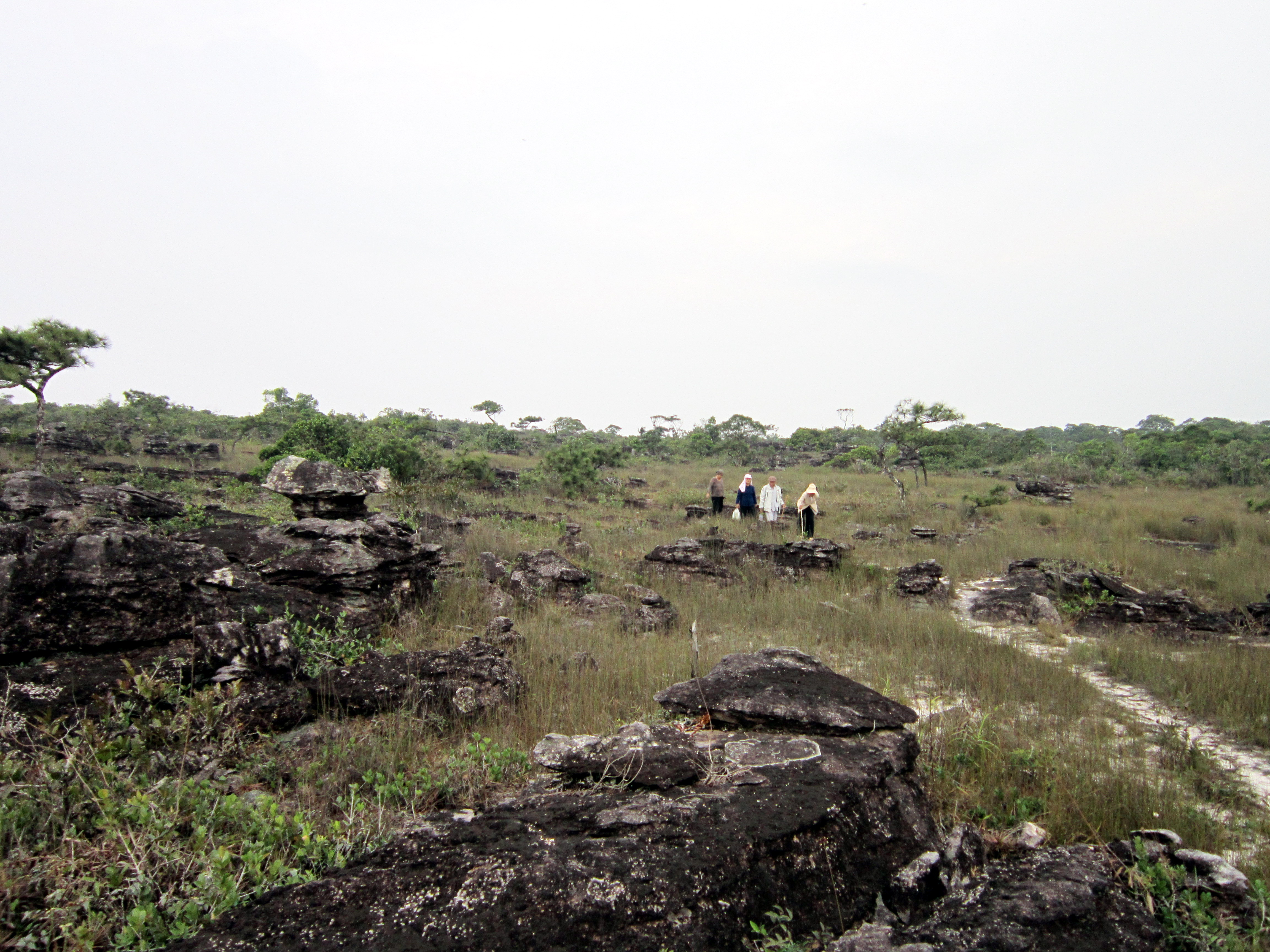
Một nhóm người Việt cao niên trên lối mòn trèo núi

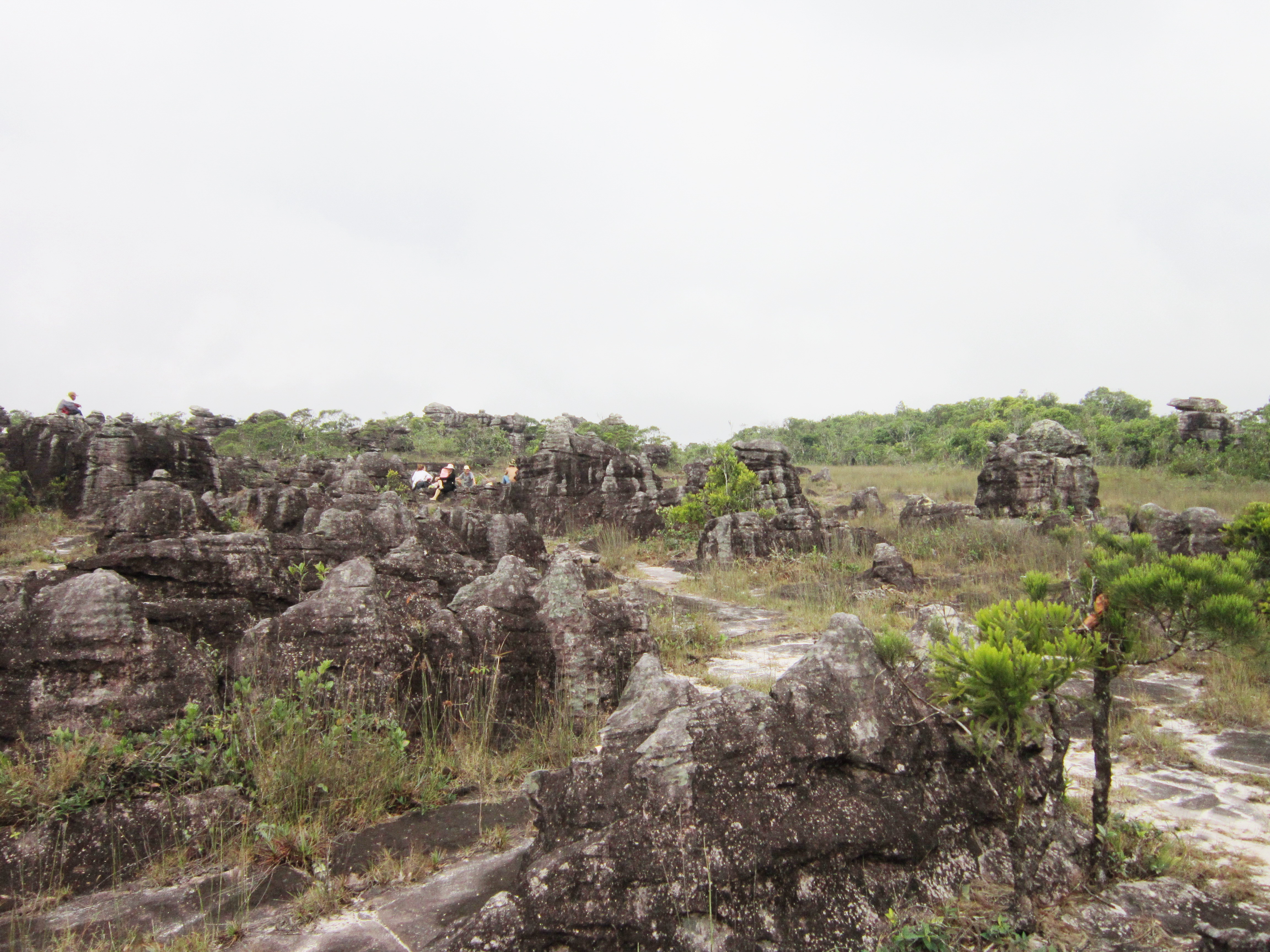
Phong cảnh trên núi đỉnh núi Tà Lơn. Nơi này, người Việt gọi là Lan Thiên

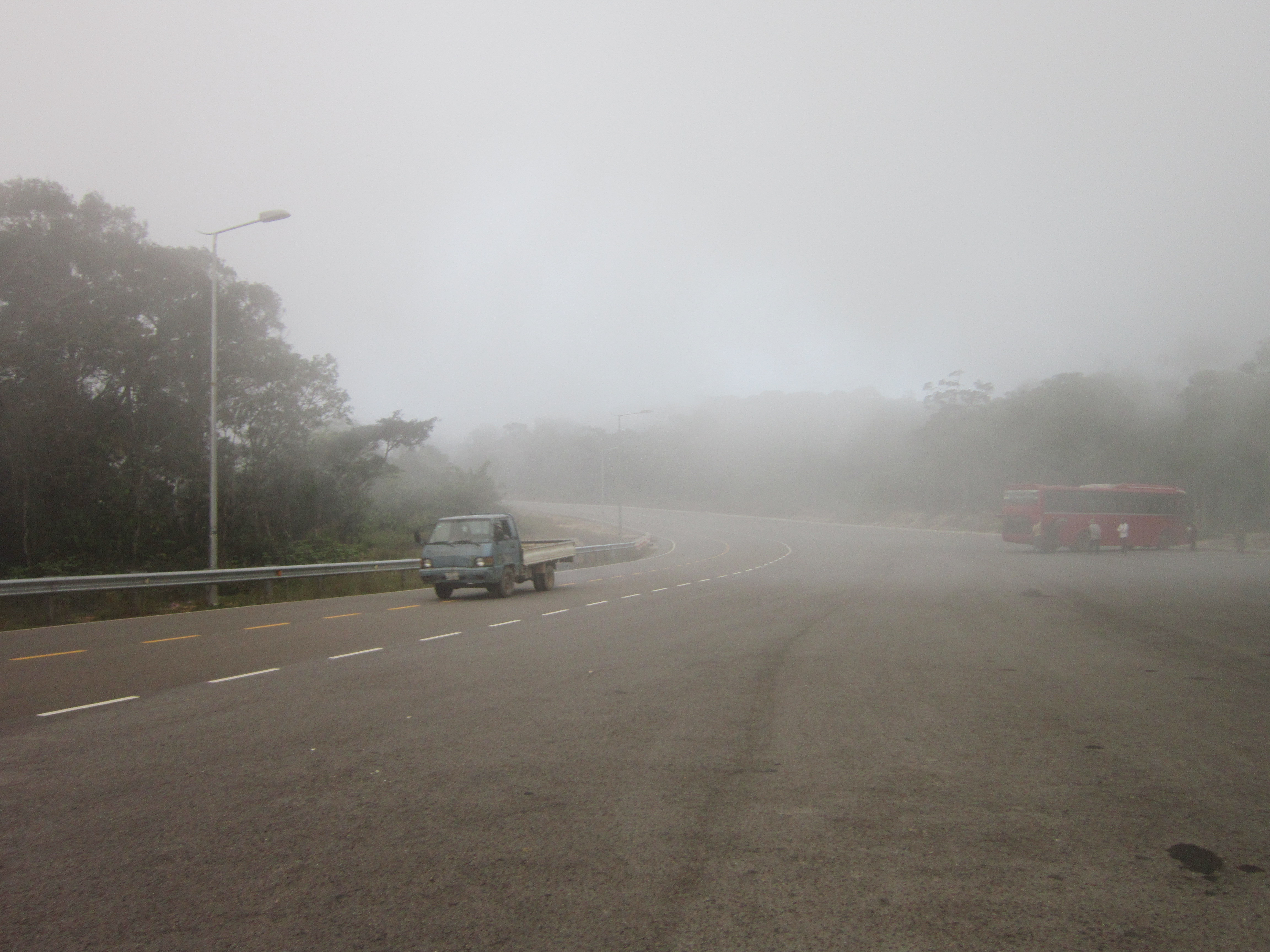
Đường trải nhựa rộng dẫn lên núi Bokor (Tà Lơn) đầy sương mù

Trong truyện ngắn "Thơ Núi Tà Lơn" của nhà văn Sơn Nam được viết ở thế kỷ 20, có chép lại một đoạn "vè Tà Lơn" như sau (trích):
Tà Lơn xứ rày tạm con ở
Làm lưới chài ngày tháng náu nương...
...Xứ hiểm địa chim kêu vượn hú,
Dế ngâm sầu nhiều nỗi đa đoan.
Ngó dưới sông con cá mập lội dư ngàn,
Nhìn trên suối sấu nằm như trăm khúc.
Nay con tới nguồn cay nước đục,
Loại thú cầm trông thấy chỉnh ghê, 
Giống chằng tinh lai vãng dựa xó hè. 
Con gấu ngựa tới lui gần xó vách.
Bầy chồn cáo đua nhau lúc nhúc,
Lũ heo rừng chạy giỡn bát loạn thiên.
Trên chót núi, nai đi nối gót, 
Cặp giả nhân kêu tiếng rảnh vang.
Ngó sau lưng, con kỳ lân mặt đỏ như vàng,
Nhìn phía trước, ông voi đen huyền như hổ. 
Hướng đông bắc, con công như tố hộ. 
Cõi tây nam, gà rừng gáy ó o...
Ngày nay, các loài thú ấy đã gần như vắng bóng.

## Các di tích tham quan
- Tượng Thần Núi
- Diay Mao
- Thác Popokvil
- Chùa Năm Thuyền
- Điện Tứ Giao
- Điện Minh Châu
- Trung Tòa
- Lan Thiên
- Cổng Bàn Ngự

## Hình ảnh
Dưới đây là một số hình ảnh ghi lại được trong chuyến đi tham quan núi Tà Lơn vào tháng 3 năm 2013.

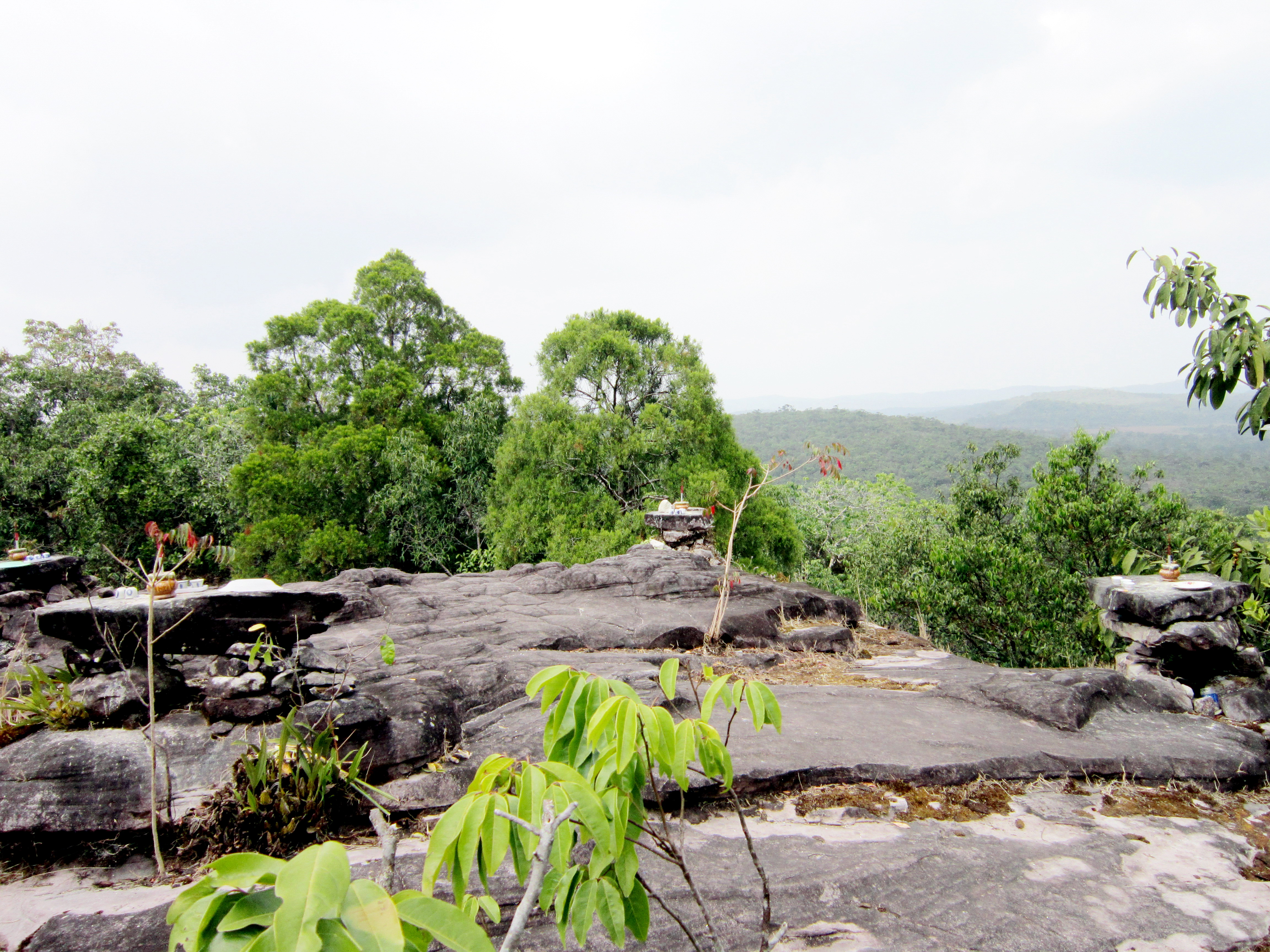
Bên trên điện Tứ Giao.
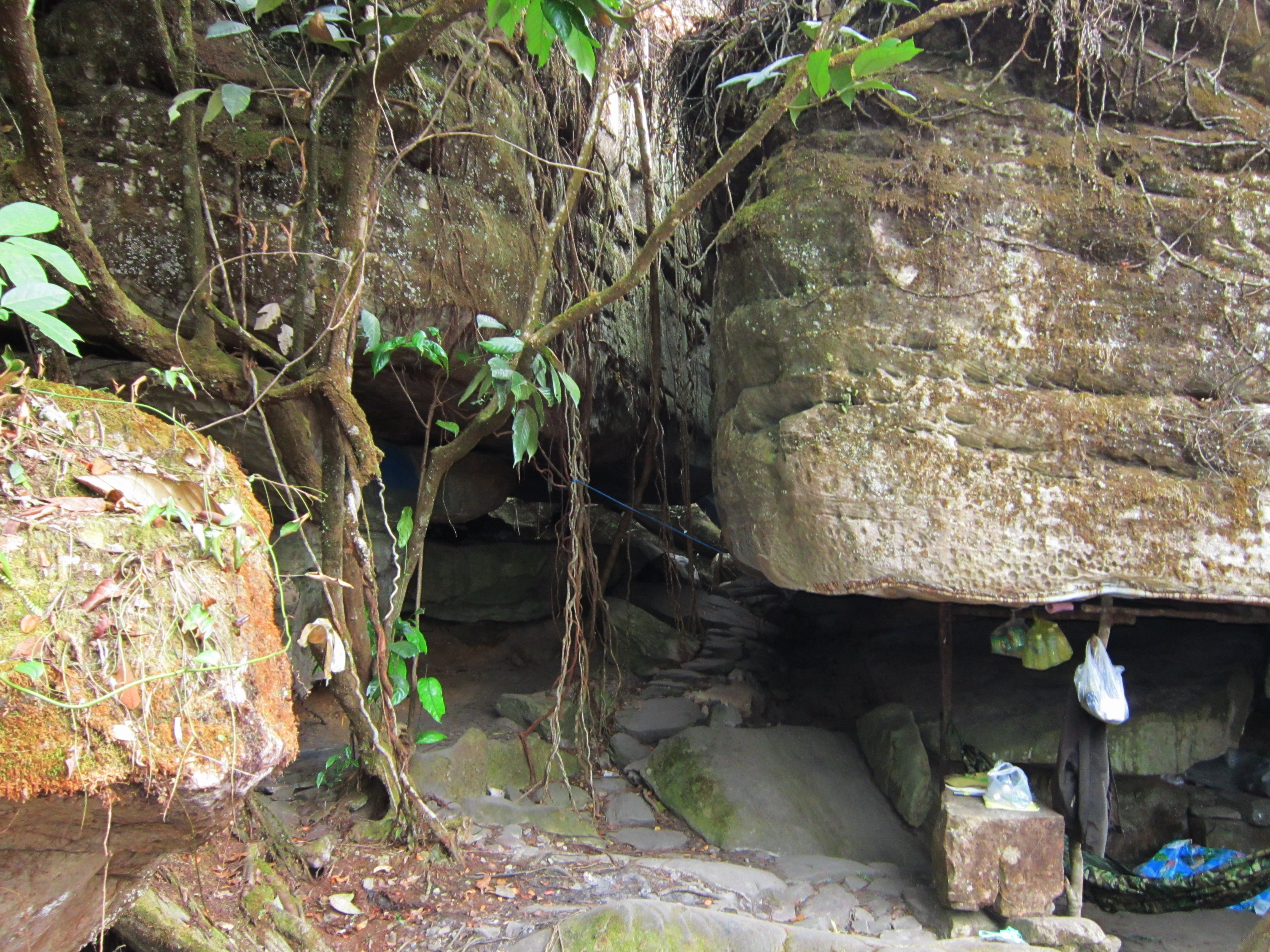
Điện Tứ Giao.
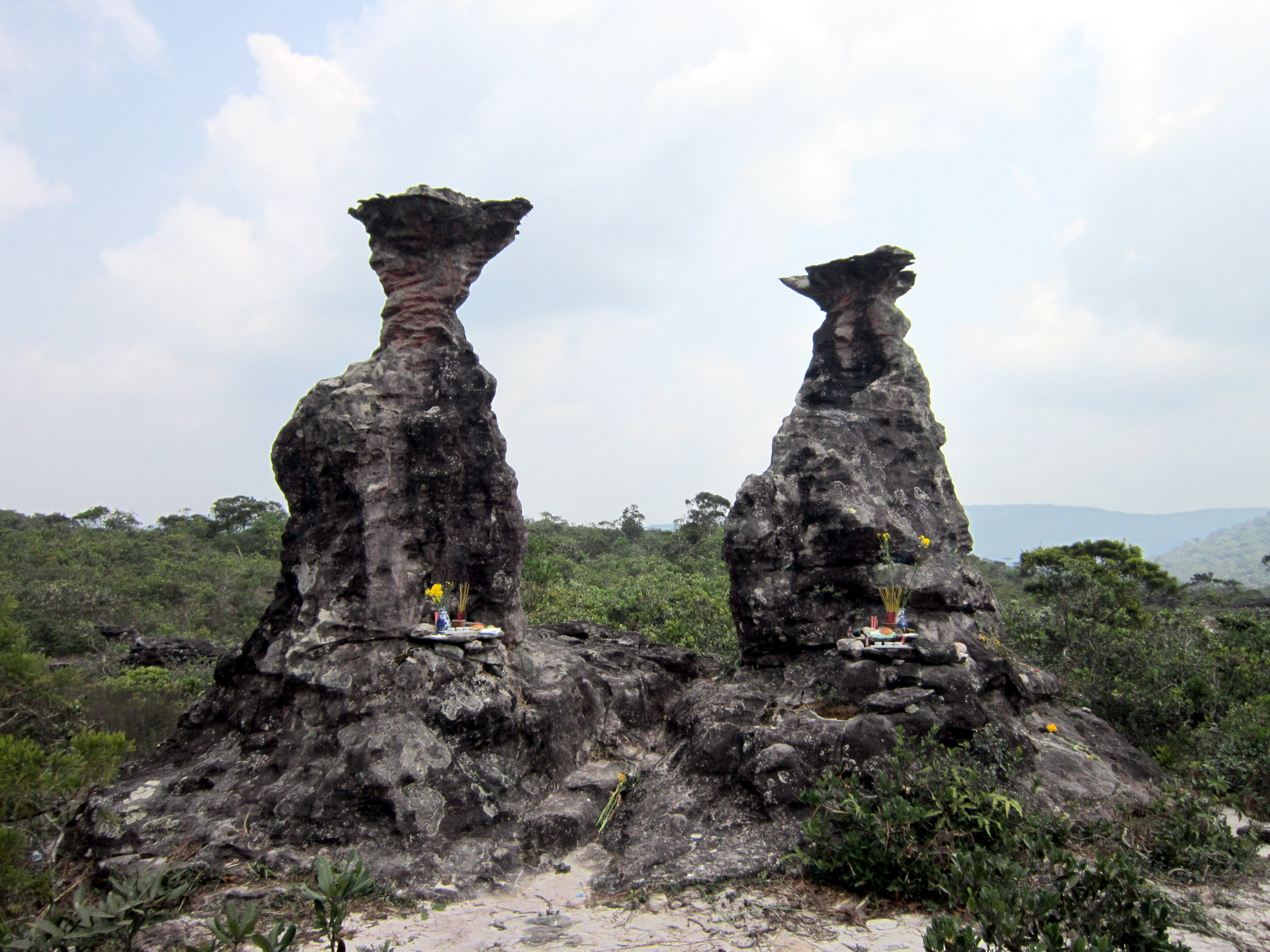
Cổng Bàn Ngự.
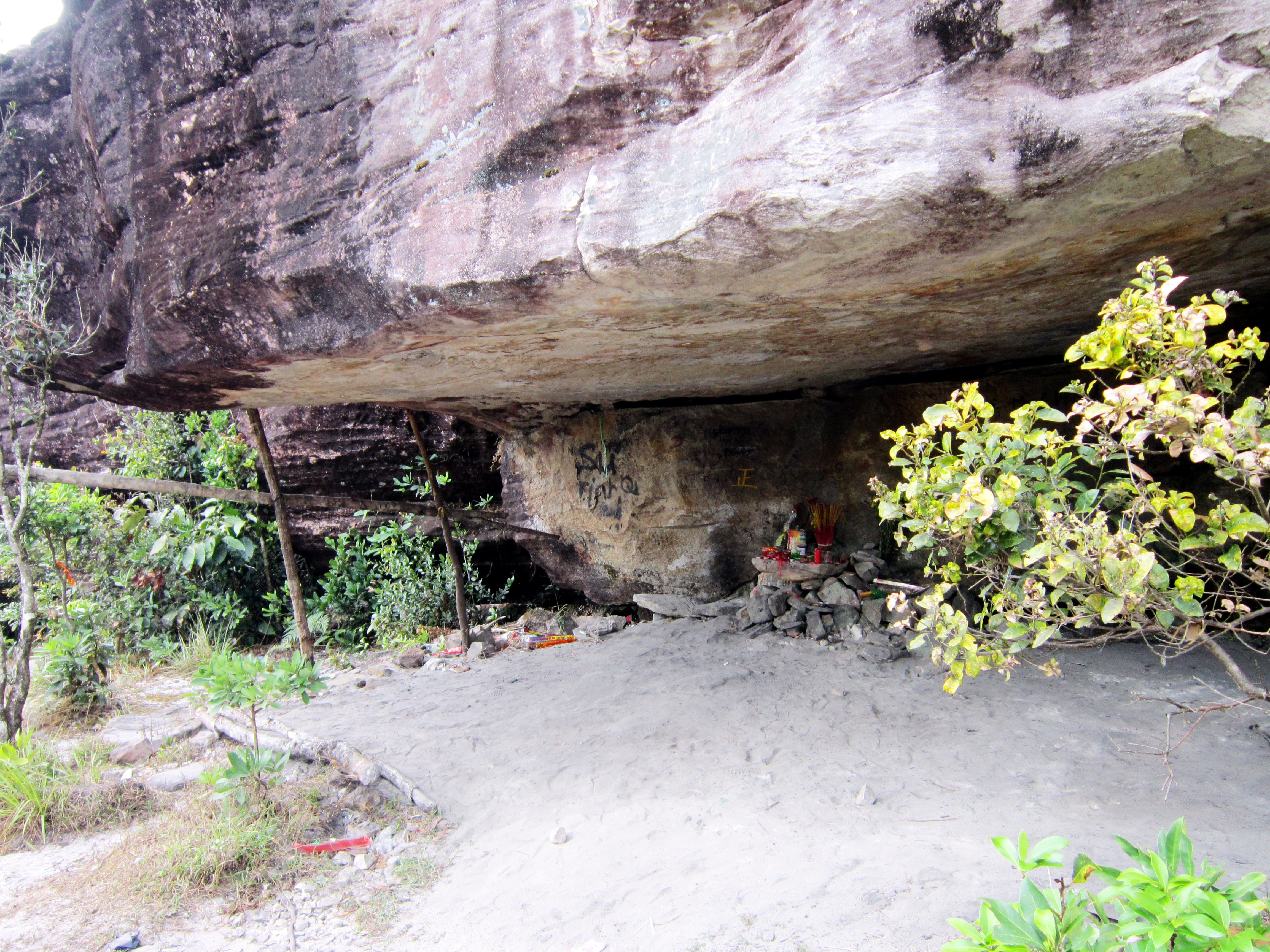
Điện Minh Châu.
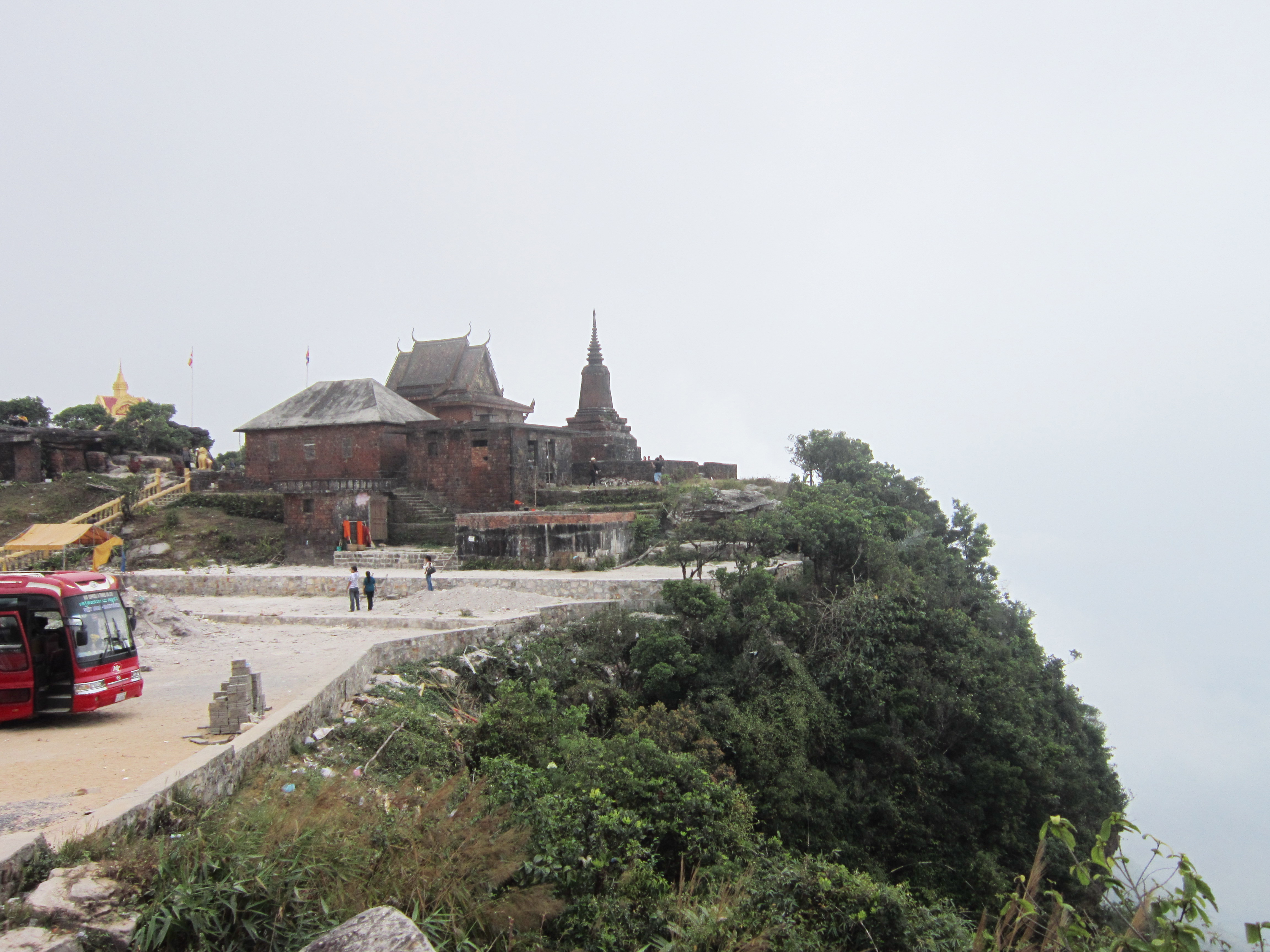
Chùa Wat Sampov Pram (Năm Thuyền).
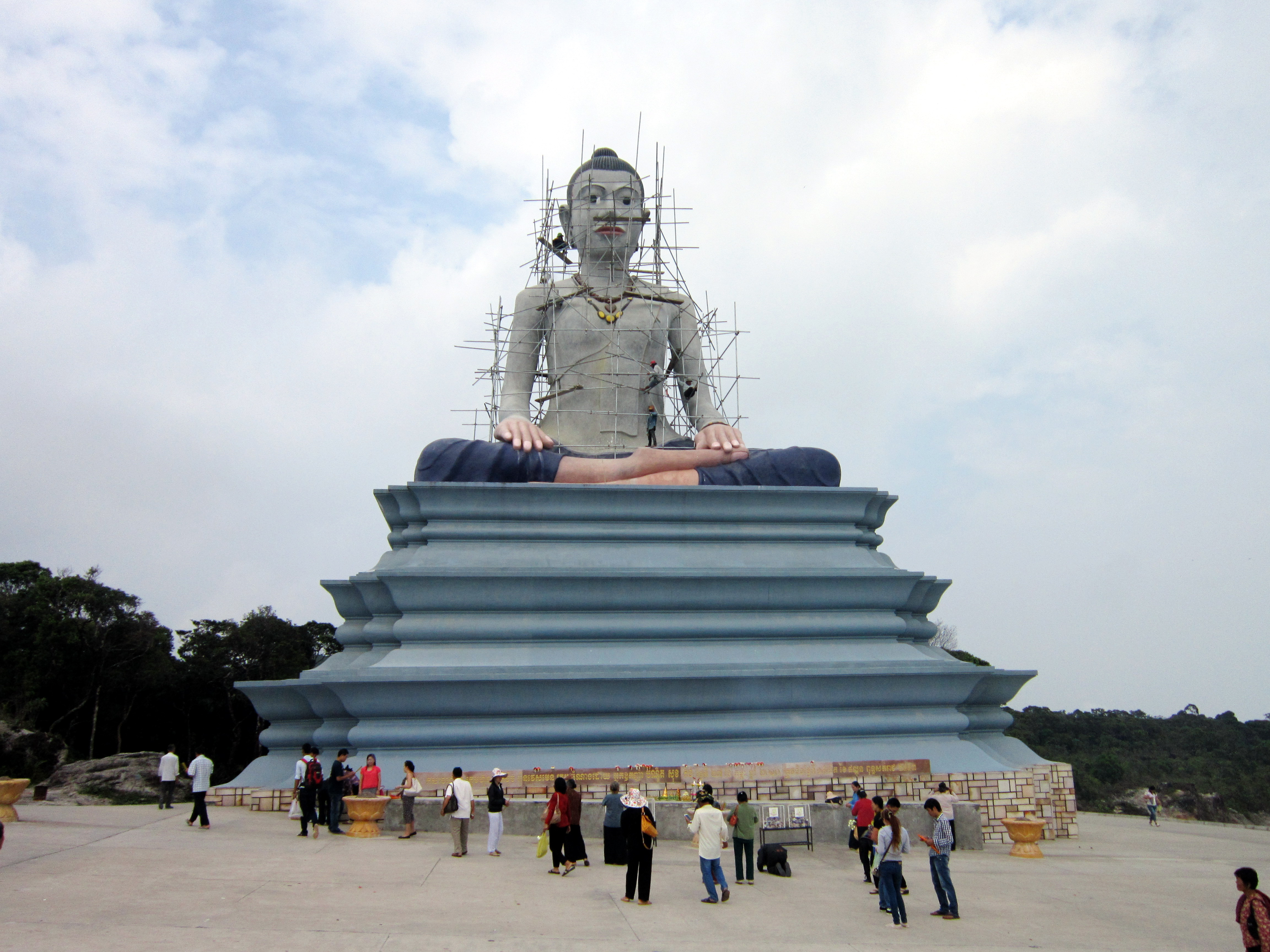
Tượng Dì Mâu ở lưng chừng núi.
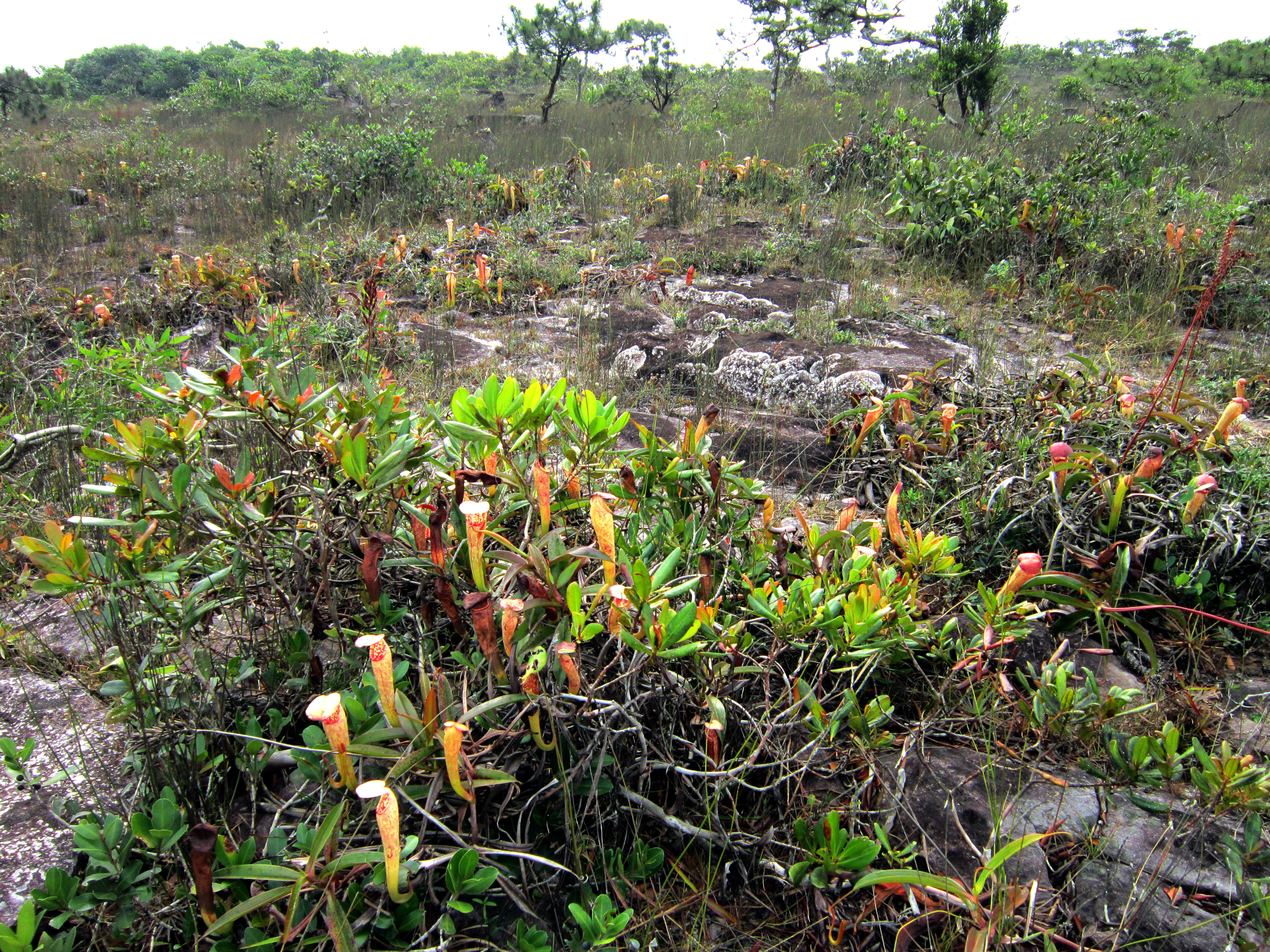
Cây nắp nước (thuộc họ Nắp ấm) mọc từng đám trên đỉnh núi.
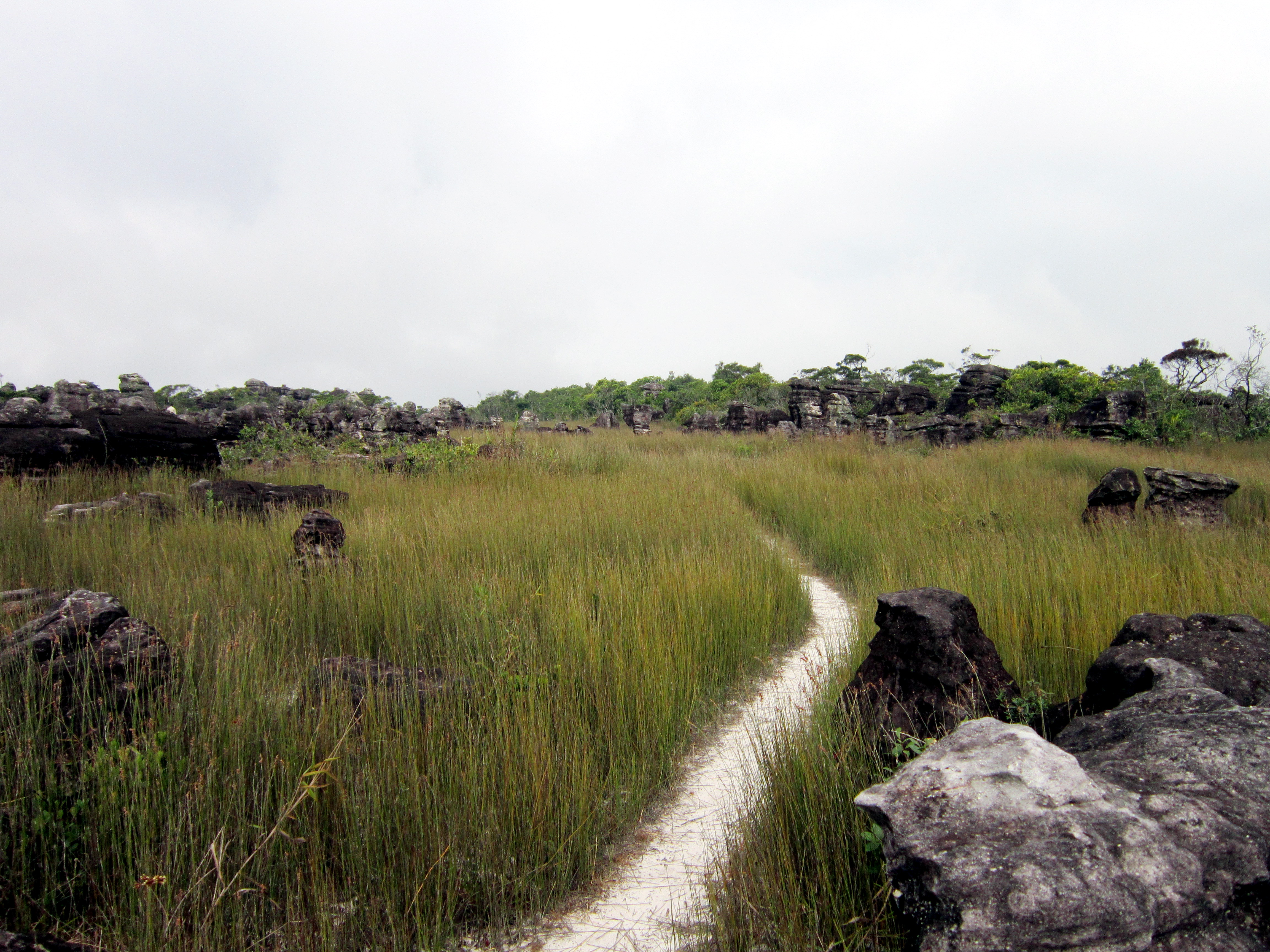
Loại cỏ mảnh và nhọn này mọc nhiều trên đỉnh núi.